# Érick Gutiérrez
Érick Gabriel Gutiérrez Galaviz (ur. 15 czerwca 1995 w Los Mochis) – meksykański piłkarz występujący na pozycji środkowego lub defensywnego pomocnika, reprezentant Meksyku, od 2023 roku zawodnik Guadalajary.

## Kariera klubowa
Gutiérrez jest wychowankiem akademii juniorskiej klubu CF Pachuca, do którego pierwszej drużyny został włączony jako osiemnastolatek przez szkoleniowca Enrique Mezę. Premierowy mecz rozegrał w niej we wrześniu 2013 z Veracruz (1:4) w krajowym pucharze, a w Liga MX zadebiutował 26 października 2013 w zremisowanym 0:0 spotkaniu z Cruz Azul. Początkowo pełnił rolę rezerwowego, w wiosennym sezonie Clausura 2014 zdobywając ze swoim zespołem wicemistrzostwo kraju, jednak bezpośrednio po tym sukcesie wywalczył sobie pewne miejsce w składzie. Pierwszego gola w lidze meksykańskiej strzelił 7 lutego 2015 w zremisowanej 1:1 konfrontacji z Tolucą. W sezonie Clausura 2016, będąc filarem środka pola ekipy prowadzonej przez Diego Alonso, wywalczył tytuł mistrza Meksyku, a sam został wybrany w oficjalnym ligowym plebiscycie do najlepszej jedenastki rozgrywek. W tym samym roku zajął również drugie miejsce w superpucharze kraju – Campeón de Campeones. W sezonie 2016/2017 Ligi Mistrzów CONCACAF wywalczył ze swoim zespołem tytuł mistrzowski, pokonując w finałowym dwumeczu Tigres UANL 2:1.
30 sierpnia 2018 roku został zawodnikiem PSV Eindhoven, gdzie dołączył do innego reprezentanta Meksyku – Hirvinga Lozano.

## Kariera reprezentacyjna
W styczniu 2015 Gutiérrez został powołany przez szkoleniowca Sergio Almaguera do reprezentacji Meksyku U-20 na Mistrzostwa Ameryki Północnej U-20. Na jamajskich boiskach pełnił rolę podstawowego zawodnika swojej drużyny i rozegrał cztery z sześciu możliwych spotkań (z czego wszystkie w wyjściowym składzie), a dzięki udanym występom został wybrany przez CONCACAF do najlepszej jedenastki turnieju. Jego kadra triumfowała ostatecznie w tych rozgrywkach, pokonując w finale po rzutach karnych Panamę (1:1, 4:2 k.). Pięć miesięcy później znalazł się w składzie na Mistrzostwa Świata U-20 w Nowej Zelandii, podczas których również miał niepodważalne miejsce w pierwszej jedenastce i jako kapitan ekipy narodowej rozegrał wszystkie trzy mecze w pełnym wymiarze czasowym. Meksykanie odpadli natomiast z młodzieżowego mundialu już w fazie grupowej.
W październiku 2015 Gutiérrez jako zawodnik reprezentacji Meksyku U-23 prowadzonej przez Raúla Gutiérreza wziął udział w północnoamerykańskim turnieju kwalifikacyjnym do igrzysk olimpijskich. Rozegrał wówczas cztery z pięciu meczów (z czego trzy w wyjściowym składzie) triumfując z Meksykiem w eliminacjach po pokonaniu w finale Hondurasu (2:0). W lipcu 2016 został powołany na Igrzyska Olimpijskie w Rio de Janeiro – tam był kluczowym graczem drugiej linii, tworząc duet środkowych pomocników z Michaelem Pérezem i wystąpił we wszystkich trzech meczach od pierwszej do ostatniej minuty. Szczególnie udany występ zanotował w grupowym pojedynku z Fidżi (5:1), kiedy to strzelił aż cztery bramki, lecz Meksykanie odpadli z męskiego turnieju piłkarskiego już w fazie grupowej.
W seniorskiej reprezentacji Meksyku Gutiérrez zadebiutował za kadencji selekcjonera Juana Carlosa Osorio, 11 października 2016 w wygranym 1:0 meczu towarzyskim z Panamą. W roku 2017 pojechał na Złoty Puchar CONCACAF, gdzie wystąpił we wszystkich meczach grupowych, a także sensacyjnie przegranym półfinale z Jamajką. Rok później znalazł się w kadrze na Mistrzostwa Świata, jednak nie rozegrał na tym turnieju ani minuty. Został powołany na Złoty Puchar CONCACAF 2019.

## Statystyki kariery

### Klubowe
| Pachuca | 2013–2014 | Meksyk   | Liga MX    | 11  | 0  | 7  | 0 | —   | —  | — | 18  | 0  |
| Pachuca | 2014–2015 | Meksyk   | Liga MX    | 34  | 6  | —  | — | LMC | 6  | 3 | 40  | 9  |
| Pachuca | 2015–2016 | Meksyk   | Liga MX    | 34  | 3  | 7  | 0 | —   | —  | — | 41  | 3  |
| Pachuca | 2016–2017 | Meksyk   | Liga MX    | 29  | 1  | 1  | 0 | LMC | 8  | 2 | 38  | 3  |
| Pachuca | 2017–2018 | Meksyk   | Liga MX    | 30  | 5  | 3  | 1 | —   | —  | — | 33  | 6  |
| Pachuca | 2018–2019 | Meksyk   | Liga MX    | 6   | 2  | 2  | 0 | —   | —  | — | 8   | 2  |
| Ogółem  | Ogółem    | Ogółem   | Ogółem     | 144 | 17 | 20 | 1 | LMC | 14 | 5 | 178 | 23 |
| PSV     | 2018–2019 | Holandia | Eredivisie | 10  | 3  | 2  | 1 | LMU | 4  | 0 | 16  | 4  |
| Ogółem  | Ogółem    | Ogółem   | Ogółem     | 10  | 3  | 2  | 1 | LMU | 4  | 0 | 16  | 4  |

- LMC – Liga Mistrzów CONCACAF
- LMU – Liga Mistrzów UEFA

### Reprezentacyjne
| Meksyk | 2016   | 1      | 0 | — | — | —                          | —                     | — | 1 | 0  |   |
| Meksyk | 2017   | 3      | 0 | — | — | Złoty Puchar CONCACAF 2017 | 4                     | 0 | 7 | 0  |   |
| Meksyk | 2018   | 5      | 0 | — | — | —                          | —                     | — | 5 | 0  |   |
| Ogółem | Ogółem | Ogółem | 9 | 0 | — | —                          | Złoty Puchar CONCACAF | 4 | 0 | 13 | 0 |